# (400376) 2007 XX2
(400376) 2007 XX2 es un asteroide que forma parte del cinturón interior de asteroides descubierto el 3 de diciembre de 2007 por el equipo del Spacewatch desde el Observatorio Nacional de Kitt Peak, Arizona, Estados Unidos.

## Designación y nombre
Designado provisionalmente como 2007 XX2.

## Características orbitales
2007 XX2 pertenece al Grupo de Hungaria, está situado a una distancia media del Sol de 1,862 ua, pudiendo alejarse hasta 1,989 ua y acercarse hasta 1,735 ua. Su excentricidad es 0,068 y la inclinación orbital 24,36 grados. Emplea 928,515 días en completar una órbita alrededor del Sol.

## Características físicas
La magnitud absoluta de 2007 XX2 es 17,9. 